# Jaime Salinas
Jaime Eduardo Salinas López-Torres (Lima, 8 de marzo de 1963) es un político, economista, presentador y consultor en marketing político, que presidió la Comisión de Cooperación y Relaciones Internacionales, fundador y presidente de la organización político provincial Frente Metropolitano (inscrita en el Jurado Nacional de Elecciones del Perú para participar en las elecciones Municipales del 2018).

## Inicios
Estudió dos años en el Liceo Francés “Guillaume Apollinaire” en París-Francia, culminando sus estudios secundarios en el Colegio Franco-Peruano en diciembre de 1980. Se graduó como Bachiller en economía en julio de 1985 en la Universidad de Maryland y obtuvo su título de "Master of Business Administration" en 1988 en la misma Universidad.
En junio de 1988 regresa al Perú y funda una empresa orientada a la exportación de confecciones de algodón a los mercados internacionales alcanzando importantes ventas anuales.
Luego del autogolpe de Estado y cierre del Congreso de la República realizado por Alberto Fujimori el 5 de abril de 1992, y como consecuencia del intento liderado por el general Jaime Salinas Sedó, su padre, por remover del poder a Fujimori el 13 de noviembre de ese mismo año, Salinas hijo es arrestado y acusado de terrorismo.
Permaneció más de 30 días detenido en la Dirección contra el Terrorismo. Luego de un mes de cautiverio, una juez cambió la orden de detención definitiva, enviada por el gobierno, por una de comparecencia para que pudiese salir libre.

## Asilo y exilio
Una vez en libertad, se asiló en la embajada argentina, partiendo el 19 de diciembre de 1992. En los casi tres años de exilio dedicó su tiempo para lograr la libertad de su padre y de los oficiales encarcelados en la Fortaleza del Real Felipe.
Luego de meses obtuvo resultados en las gestiones realizadas consiguiendo el apoyo de importantes figuras internacionales, tales como las del expresidente de Costa Rica y premio Nobel de la Paz Óscar Arias Sánchez y del expresidente de Estados Unidos Jimmy Carter,[cita requerida] dirigidas todas hacia el gobierno peruano solicitando la libertad del General Jaime Salinas Sedó y sus compañeros de prisión.
Continuó en su lucha y consiguió luego de casi tres años la liberación de su padre el 16 de junio de 1995.
Jaime Salinas ha sido director y conductor del programa televisivo "Justicia Para Todos" que se emitió por Red Global.
Actualmente se desempeña como consultor en marketing político en organizaciones internacionales; además de ser Presidente Comisión de Cooperación y Relaciones Internacionales de la MML.

## Carrera política
En enero de 1995 retornó al Perú para abogar por la libertad de su padre. Participó sin éxito como candidato al congreso de la república en las elecciones parlamentarias de 1995 y en las elecciones parlamentarias del 2000.
En octubre de 1998 fue candidato a la Alcaldía del distrito de Miraflores por el "Movimiento Independiente Miraflores Unido", siendo derrotado por Luis Bedoya de Vivanco. Años después se conocería en un video donde aparece Bedoya de Vivanco con Vladimiro Montesinos que hubo fraude electoral en dicha elección.[cita requerida]
En octubre de 2001 fundó el movimiento "Diálogo Vecinal" con el que postuló a la Alcaldía de Lima en noviembre del 2002. Perdió la elección a pesar de haber alcanzando más de medio millón de votos y el 16% de las preferencias electorales. Su partido obtuvo 5 regidores electos en Lima Metropolitana y 12 regidores distritales en distintos distritos de la capital.[cita requerida]
Postuló a la presidencia del Perú en las elecciones generales de Perú de 2006 por su partido Justicia Nacional, quedando en octavo lugar. Al no superar la valla electoral de 4% de votos, el partido perdió su inscripción ante el Jurado Nacional de Elecciones.
Respaldó la postulación de Lourdes Flores a la alcaldía de Lima en las elecciones municipales de Lima de 2010, postulando al cargo de Teniente Alcalde. Finalmente, Lourdes Flores fue superada por Susana Villarán, aunque Salinas logró ser elegido regidor municipal, siendo el primer cargo al que es elegido por medio de elecciones. En el cargo, ha sido común que no asista a las sesiones de concejo y a las comisiones de las que ha formado parte. Desde el Concejo promovió la revocación de la alcaldesa de Lima.[cita requerida] En la actualidad, con los casos de corrupción de Odebrecht y OAS se han demostrado las diversas denuncias que realizó a la gestión de Susana Villarán y de quienes fueron funcionarios municipales durante dicha gestión, en la misma que se convirtió en su principal opositor.
En el 2014 postuló como primer regidor a la Municipalidad Metropolitana de Lima por la lista liderada por Salvador Heresi, siendo reelecto para el periodo 2015-2018.
En diciembre del 2017 se encargó de establecer el apoyo de la alcaldía de Moscú, específicamente, para la realización del evento denominado "Los días de Moscú" a realizarse en la ciudad de Lima en abril de 2018, evento que permitirá acercar experiencias entre las ciudades de Moscú y Lima para la mejora de la infraestructura de sus ciudades.
Asimismo en diciembre del 2017 obtuvo la inscripción en el Jurado Nacional de Elecciones del Perú de la organización política provincial para Lima denominada Frente Metropolitano, organización independiente que se presentó de  candidato a la alcaldía de Lima en el 2018 y en sus 43 distritos, siendo la única organización independiente vecinal inscrita para la mencionada elección.
En 2018 fue regidor de Lima, presidente de la Comisión de Relaciones Internacionales de la Municipalidad de Lima Metropolitana, ha obtenido diversos apoyos financieros a la capital del Perú como por ejemplo el recibido por el Diputación de Cataluña a inicios del 2017.